# Parafia Matki Bożej Gromnicznej w Mostach
Parafia pw. Matki Bożej Gromnicznej w Mostach – parafia rzymskokatolicka, należąca do dekanatu Goleniów, archidiecezji szczecińsko-kamieńskiej, metropolii szczecińsko-kamieńskiej. W parafii posługują księża diecezjalni. Według stanu na wrzesień 2018 proboszczem parafii był ks. Henryk Marszałek.

## Miejsca święte

### Kościół parafialny
Kościół pw. Matki Bożej Gromnicznej w Mostach

### Kościoły filialne i kaplice
- Kaplica w Burowie[1]
- Kościół pw. Matki Boskiej Częstochowskiej w Danowie[1]
- Kościół pw. św. Kazimierza w Maciejewie[1]